# Nad Buhom i Narwoju
Nad Buhom i Narwoju (ukr. Над Бугом і Нарвою) – ukraiński dwumiesięcznik, czasopismo społeczno-kulturalne mniejszości ukraińskiej Podlasia, wydawane przez Związek Ukraińców Podlasia od 1991 roku (w internecie od 1999). 
Czasopismo wydawane jest w języku polskim i ukraińskim. Porusza problemy i zagadnienia życia społecznego i kulturalnego Ukraińców północnego i południowego Podlasia, jak też Chełmszczyzny i Ziemi Brzeskiej. 

## Zespół redakcyjny
Pod koniec 2021 roku redakcję czasopisma stanowili:
- Wiktoria Gać
- Jerzy Hawryluk – redaktor naczelny
- Andrzej Jekaterynczuk
- Ludiła Łabowicz – sekretarz
- Anna Pabjan
- Jerzy Plewa